# ポケット カウボーイ
「ポケット カウボーイ」は、日本の音楽ユニットである電気グルーヴの楽曲。

## 内容
1997年12月1日にKi/oon Sony Recordsより9枚目のシングルとしてリリースされた。7枚目のオリジナル・アルバム『A』（1997年）からのリカットとして、前作「Shangri-La」（1997年）よりおよそ9か月ぶりのリリースとなった。作詞はピエール瀧、作曲は石野卓球が担当している。
本作の歌パートは様々な人物の歌声をエフェクトして繋げたものとなっている。元々はアルバム収録曲であったが、漫画家のさくらももこからの依頼によりTBS系テレビアニメ『さくらももこ劇場 コジコジ』（1997年 - 1999年）のエンディングテーマとして使用され、シングルカットされることとなった。オリコンチャートでは最高位76位となった。

## 録音、制作
本作は元々「サイン・ウェイヴ」という仮タイトルで制作が行われ、オーディオチェック用に流したドラムパターンを気に入った石野卓球がそれを基盤に楽曲を完成させた。デモテープを聴いたピエール瀧は本作を非常に気に入ったために自ら作詞することを申し出て、石野から「ポケット カウボーイ」というテーマだけ提示されて持ち帰ることとなった。しかし全く歌詞が浮かばず、乗車したタクシーが淡島通りを走行している際に突然歌詞が浮かび、慌てて運転手に紙とペンを貸してもらい作詞を行ったと述べている。
本作は歌部分を様々なパターンで録音し切り取った内容を繋げて構成されており、レコーディング時に全員で歌ったパートや砂原一人で歌ったパートなどをあみだクジのように繋げている。また途中の「ヘイ!」という掛け声の録音時に、全員で声を出すところを当時マネージャーであった道下善之以外は口裏を合わせ、本番では道下一人が「ヘイ!」と掛け声を行う形となり、実際にその音声がリリース版として使用された。

## リリース、メディアでの使用
本作は1997年12月1日にKi/oon Sony Recordsより9枚目のシングルとして8センチCDにてリリースされた。本作は漫画家のさくらももこから依頼があり、TBS系テレビアニメ『さくらももこ劇場 コジコジ』（1997年 - 1999年）のエンディングテーマとして使用された。当初本作はアルバム『A』（1997年）に収録されたアルバム曲であったが、さくらからの依頼によりタイアップが決定しシングルカットされることとなり、電気グルーヴとしては初めてのアニメタイアップソングとなった。そのため、依頼されて作品に合わせて制作した楽曲ではなく、アルバム用に制作した曲が主題歌として使用される経緯となった。シングルバージョンではイントロと曲中のアレンジが一部変更されており、石野は後に「まさかコレをシングル・カットするとは夢にも思わなかった」と述べている。アニメのエンディングクレジットではタイトルが「ポケット・カウボーイ」と表示されていたほか、アーティストの表記が『電気グルーブ』になっていたり、歌詞の表記や表示位置にも所々違いがある。
また、本作のシングル盤のカップリング曲としてDMXクルーにリミックスを依頼し、その出来に満足したことから他のアルバム収録曲のリミックスも検討することとなり、リミックス・アルバム『recycled A』（1998年）の制作に繋がったと石野は述べている。その他、後にベスト・アルバム『SINGLES and STRIKES』（2004年）のライナーノーツにて本作のことをメンバーが語った際、瀧はアルバム『A』の収録曲であると述べたが石野はアルバム『DRAGON』（1994年）の収録曲であると強く主張し、瀧に対し「老いだよ、老い」と迫った結果、瀧も「もう、すっかり老いさらばえて」と受け入れたが、実際には『A』収録曲であり周囲のスタッフ誰もが気づかず全員が老いさらばえていたと同ライナーノーツに記載されている。

## アートワーク
本作のジャケットはアルバム『A』の初回限定盤であった赤のプラスチックケースを緑にして横に引き延ばしたケースの写真となっている。石野は当時リリースされたライブ・ビデオ『野球ディスコ』（1997年）からのイメージで野球場の緑と周縁の茶色にしたと述べている。

## シングル収録曲
| 全作詞: ピエール瀧、全作曲: 石野卓球。 |                                         |            |            |            |      |
| #                                      | タイトル                                | 作詞       | 作曲・編曲 | リミックス | 時間 |
| 1.                                     | 「ポケット カウボーイ」(Single Edit)    | ピエール瀧 | 石野卓球   |            | 3:42 |
| 2.                                     | 「ポケット カウボーイ」(DMX Krew Remix) | ピエール瀧 | 石野卓球   | DMX Krew   | 4:26 |
| 3.                                     | 「ポケット カウボーイ」(KARAOKE)        | ピエール瀧 | 石野卓球   |            | 3:37 |
| 4.                                     | 「ポケット カウボーイ」(Acappella)      | ピエール瀧 | 石野卓球   |            | 0:44 |
| 合計時間:                              | 合計時間:                               | 合計時間:  | 12:29      |            |      |